# Estádio de Wembley (1923)
O Estádio de Wembley (em inglês: Wembley Stadium) foi o antigo estádio nacional inglês inaugurado em 1923 e demolido em 2003 para dar lugar ao maior e mais moderno Estádio de Wembley.

## História
O antigo estádio foi primeiramente conhecido como  British Empire Exhibition Stadium ou Empire Stadium. Foi construído por Sir Robert McAlpine para a Exposição do Império Britânico de 1923 com um custo total de 750 mil libras. Como de comum na época, o estádio seria demolido ao término das exposições, mas um empresário resolveu comprar o campo. Arthur Elvin tentou comprar o estádio  por 127 mil libras. 
Após a morte do proprietário original, surgiram complicações quanto ao herdeiro do campo e Elvin viu uma excelente situação para negociar e acabou por comprar o estádio por um preço menor. O estádio foi ampliado e inaugurado oficialmente pelo rei Jorge V e aberto ao público no dia 28 de abril de 1923. Em 1934 foi construída a Arena Wembley, adjacente ao estádio. O estádio foi demolido em 2003.

## Futebol

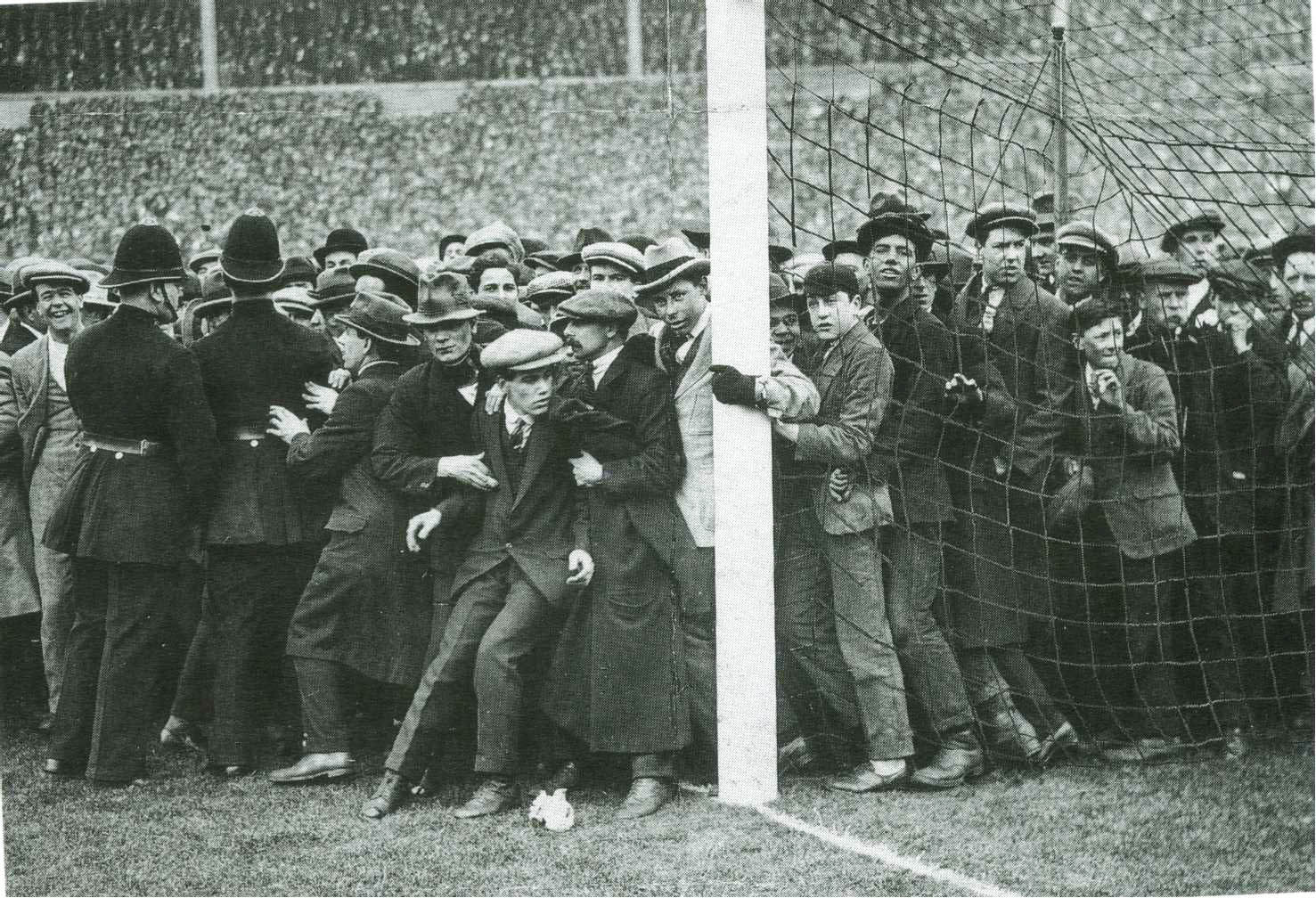
Cena da multidão se aglomerando, no estádio de Wembley, na final da Copa da Inglaterra de 1923

O Estádio Imperial foi construído em exatamente 300 dias com custo de 750 mil libras, sendo descrito como a "maior arena esportiva do mundo" dias antes da primeira partida. O primeiro jogo no estádio foi realizado já no dia de inauguração na Final da Copa da Inglaterra entre Bolton Wanderers e West Ham United. O evento ficou conhecido como White Horse Final e recebeu um público recorde de 127 mil torcedores, número superior a capacidade oficial do estádio. A White Horse Final era considerado o evento esportivo com maior número de pessoas presentes, recorde quebrado pelo Maracanã na final da Copa do Mundo de 1950 que abrigou público de 199.854 torcedores presentes. 
As finais da Copa da Inglaterra foram disputadas lá até o ano de 2000, abrigando também as finais da Liga Amadora e da Copa da Liga Inglesa. Como sede da Seleção Inglesa sediou a final da Copa do Mundo de 1966, onde a Inglaterra venceu a Alemanha de 4 a 2. Era considerado o maior estádio de futebol de todos os tempos.

## Corridas
Entre 1936 e 1966, Wembley sediou as 15 primeiras finais do Campeonato Mundial de Corridas. Também sediou a Lions Speedway, disputada primeiramente em 1929 e cancelada em 1939 em razão da II Guerra Mundial, voltando em 1946.

## Música
O Estádio de Wembley se tornou um local de concertos musicais em 1972. Sediando ainda o Live Aid em 1985. Dentre os astros que já tocaram em Wembley, se destacam:
- Michael Jackson (15 vezes e com mais de 1 milhão de bilhetes vendidos))
- Dire Straits
- The Rolling Stones (12 vezes)
- Electric Light Orchestra (9 vezes)
- Madonna (9 vezes)
- U2 (8 vezes)
- INXS
- Foo Fighters
- Guns N' Roses (3 vezes)
- Genesis (4 vezes e gravação para o DVD Invisible Touch Tour em 1987)
- Bon Jovi (5 vezes)
- Tina Turner (7 vezes)
- Spice Girls (2 vezes)
- Tributo a Freddie Mercury
- Elton John
- Queen e Queen + Adam Lambert (5 vezes)
- ABBA
- Muse (2 vezes)
- Oasis (3 vezes, incluindo a gravação do DVD Familiar To Millions em 2000)
- Bryan Adams ( 2 vezes)
- Skid Row
- The Beatles
- Donovan
- Pink Floyd
- Bee Gees